# Commissione per fosse comuni nascoste in Slovenia
La Commissione per fosse comuni nascoste in Slovenia è un'organizzazione di ricercatori che lavorano per il governo sloveno, che ha lo scopo di rintracciare e documentare le fosse comuni dove furono occultati i cadaveri durante la seconda guerra mondiale e nel periodo successivo. Tale commissione ha iniziato l'attività il 10 novembre 2005.
Il 1º ottobre 2009 i ricercatori diedero una documentazione al governo sloveno. Il giornale Jutarnji comunicò che la commissione stimava ci fossero 100.000 vittime in 581 fosse comuni. La documentazione della commissione fu usata, per il Rapporto e resoconto dell'8 aprile, dal Comitato Pubblico Europeo sui crimini commessi dai regimi totalitari organizzato dalla presidenza slovena del Consiglio dell'Unione europea (gennaio-giugno 2008) e dalla Commissione europea. Il Comitato Pubblico Europeo sui crimini commessi dai regimi totalitari concluse che i massacri furono eseguiti da partigiani comunisti iugoslavi.

## Membri
- Jože Dežman
- Miha Movrin
- Metka Černelč
- Majda Pučnik Rudl
- Ludvik Puklavec
- Davorin Mozetič
- Marko Štrovs
- Janez Črnej
- Blaž Kujundžič
- Andrej Vovko
- Nataša Kokol Car
- Anton Drobnič
- Pavel Jamnik[3]
- Davorin Vuga
- Milan Sagadin
- Jožef Bernik

### Membri del passato
- Mitja Ferenc